# John Joscelyn
John Joscelyn (1529 - 1603) foi um clérigo e antiquário inglês, que trabalhou como secretário de Matthew Parker, um arcebispo da Cantuária durante o reinado da rainha Isabel I da Inglaterra. Joscelyn esteve envolvido nas tentativas de Parker de proteger e publicar manuscritos medievais da história da igreja, e foi um dos primeiros estudiosos do idioma Inglês Antigo. Ele também estudou os códigos de leis iniciais da Inglaterra. Seu dicionário de Inglês Antigo, embora não publicado durante sua vida, muito contribuiu para o estudo dessa língua. Muitos de seus manuscritos e documentos tornaram-se mais tarde parte das coleções da Universidade de Cambridge, Oxford University, ou da Biblioteca Britânica.

## Infância e juventude
Joscelyn nasceu em 1529, e era filho de Sir Thomas Joscelin e Dorothy Gate. John era o terceiro filho a sobreviver à infância, e provavelmente nasceu na propriedade de seu pai em  High Roding, Essex. Ele frequentou o Queen's College em Cambridge começando em 1545, alcançando o grau de  Bachelor of Arts em 1549.  No ano letivo de 1550-1551, ele ensinou latim no Queen's College, e ano letivo seguinte, ensinou grego. No final de 1552, ele foi premiado com um Master of Arts. Em 1555, durante o reinado de Maria I de Inglaterra, Joscelyn subscreveu a doutrina da Igreja requerida, e foi mais uma vez um professor de grego durante o ano letivo 1556-1557. No entanto, em 1557 ele renunciou a sua bolsa de estudos no Queen's College.